# Jardín Botánico de Rauma
El Jardín botánico de Rauma (en finés: Rauman opettajankoulutuslaitoksen puutarha o simplemente Rauman puutarha) es un jardín botánico de 4,5 hectáreas de extensión, que sirve como base educativa y experimental de la institución de educación medioambiental Satakunta, dependiente de la Universidad de Turku, en Rauma, Finlandia.

## Localización
El jardín botánico se encuentra en el sur de Finlandia. 
Rauman opettajankoulutuslaitoksen puutarha, Rauma, Satakunta, FI-20014 Turun yliopisto, Suomen Tasavalta-Finlandia.61°8′0″N 21°30′0″E / 61.13333, 21.50000

## Historia
Este jardín botánico fue fundado a finales del siglo XIX. Se utiliza para la enseñanza de las ciencias naturales, que se centra en cultivos tanto al aire libre y en invernadero. 
En el 1904 la enseñanza de conocimientos teóricos se inició en los II y III grados. El jardín y el parque fue esta etapa, de unas 4.5 hectáreas de extensión. 
En 1911 se incluyó a la apicultura en el currículo de estudios. En 1932 se construyó un espacio adicional para el trabajo de los estudiantes. 
En 1940 los Invernaderos sufren los bombardeos de la guerra, cuando las piezas de cristal fueron destruidas por completo, y una gran parte de las plantas destruidas por temperaturas de congelación. 
En 1955 fue demolido el antiguo invernadero y reconstruido al lado de las viviendas modernas, una combinación de invernadero con la técnica de contenedores de vapor termal, uno de los primeros en su género. 
En 1980 la reforma del invernadero se convirtió en un problema, lo que dio lugar a la construcción de un nuevo invernadero y una serie de apartamentos para los jardineros, renovados para uso educativo. El invernadero y la sala de cultivo de temporada se terminó en 1989. 
El jardín actualmente (2011), sirve como base Cultural y de Estudios de Paisaje de la institución de educación medioambiental Satakunta, dependiente de la Universidad de Turku.

## Colecciones
Colección de plantas ornamentales procedentes de todo el mundo:
- Invernadero, con una muestra de 180 especies.
- Jardín al aire libre 
  - Flores de verano y perennes con un total de 200 especies.
  - Verduras, especias e hierbas alrededor de 100 especies.
  - Arbustos con unas 60 especies.
  - Árboles con unas 50 especies.

El jardín botánico es un jardín de enseñanza, así como de formación práctica de los estudiantes. 
La jardinería es una materia de estudio presente en una variedad de proyectos y operaciones de proyectos, así como los entornos de ejecución. 